# Leidyosuchus
Leidyosuchus (nombre que significa cocodrilo de "Leidy") es un género extinto de aligatoroideo del Cretácico Superior de Alberta. Fue nombrado en 1907 por Lawrence Lambe, y su especie tipo es L. canadensis. Es conocido de un número de especímenes que corresponden a mediados del Campaniense (formación Dinosaur Park). Era un aligatoroideo de tamaño medio, con una longitud craneal máxima mayor a 40 centímetros.
Un número de especies se han asignado a este género a través de los años, incluyendo a L. acutidentatus (Sternberg, 1932), del Paleoceno de Saskatchewan; L. formidabilis (Erickson, 1976), del Paleoceno de Dakota del Norte y Wyoming; L. gilmorei (Mook, 1942), del Campaniano de Alberta; L. multidentatus (Mook, 1930); L. riggsi (Schmidt, 1938); L. sternbergi (Gilmore, 1910), del Maastrichtiense (Cretácico Superior) de Colorado, Montana, Dakota del Norte, Dakota del Sur y Wyoming; y L. wilsoni (Mook, 1959), del Eoceno de Wyoming. Sin embargo, en 1997 Chris Brochu reexaminó el género y reasignó a muchas de las especies, transfiriendo L. acutidentatus, L. formidabilis, L. sternbergi y L. wilsoni al nuevo género Borealosuchus, y a L. multidentatus a otro género nuevo, Listrognathosuchus, proponiendo a L. gilmorei como un sinónimo de L. canadensis, y encontrando que L. riggsi era demasiado fragmentario para poder ser determinado su posicionamiento.